# Amygdalodon
Amygdalodon là một chi khủng long, được Cabrera mô tả khoa học năm 1947.